# Пътешествието на Попай: Търсенето на Папи
„Пътешествието на Попай: Търсенето на Папи” (на английски: Popeye's Voyage: The Quest for Pappy) е анимационен специален филм от 2004 г. продуциран от Mainframe Entertainment и King Features Entertainment.

## Актьорски състав
| Изпълнител | Роля         |
| ---------- | ------------ |
| Били Уест  | Попай моряка |
| Били Уест  | Папи         |
| Кати Бейтс | Сирена       |
| Гари Чалк  | Блуто        |

## В България
В България филмът е издаден на DVD на 2006 г. от Александра Видео с български войсоувър дублаж, записан в студио „Александра Аудио“. Екипът се състои от:
| Озвучаващи артисти     | Георги Стоянов Николай Пърлев Цветослава Симеонова |
| Изпълнителен продуцент | Васил Новаков                                      |
| Преводач               | Мария Пеева                                        |
| Тонрежисьор            | Пламен Чернев                                      |
| Режисьор на дублажа    | Симона Нанова                                      |